# 松下唯
松下 唯（まつした ゆい、，1988年7月25日—），是日本女子偶像团体「SKE48」Team S的前成员，福冈县福冈市出身，隶属于ピタゴラス·プロモーション事务所。

## 人物
- 非常喜欢粉红色、小兔与小熊。在部落格上曾介绍在兔王国之城里有饲养名叫“ぅーちゃん”的兔子。睡觉时要抱着熊布偶一起睡。她的自介词也是「来自兔王国的早安Pyon（晚安Pyon）」。此外，据她本人所说，她常挂在嘴边的「兔王国」，是圆圆的全部都是粉红色的地方。兔王国很热闹，就在距离地球5米的地方。心情不好的时候，经常会过去散步。
- 非常喜欢动画片，也非常喜欢人偶和角色扮演。拥有女仆装4套、制服3套以及凉宫春日的忧郁的角色扮演装。本人表示今年想挑战的角色扮演是死亡笔记中的弥海砂、新世纪福音战士中的惣流·明日香·兰格雷。
- 体育方面喜欢羽毛球和游泳。
- 最近每天必做的事是睡前阅读，常看的是被游戏、动画化过的小说。
- 喉咙痛时会自制『蜂蜜萝卜』饮用。
- 最近比较着迷的是少女游戏和新选组的恋爱游戏。觉得新选组中的冲田总司很帅，并在部落格里表示自己很喜欢他。
- 跟女演员西田奈津美及写真女星西内裕美是童年玩伴。[1]
- SKE48二次元同好会会长。
- 选秀会合格后搬到了名古屋，现在与同期的小野晴香住在一起。
- 在2010年2月14日的teamS公演中双脚脚腕受伤，之后发表了将因为手术和复健离队半年的消息。[2]。
- 在2011年8月25日的teamS公演中發表卒業。[3][4]

## 参加的组合曲
1st Stage 「PARTY开始了」公演
1. 星之温度（星の温度）

2nd Stage 「手牵手」公演
2009年2月 - 6月
1. 雨珠钢琴师（雨のピアニスト）

2009年7月 - 
1. 带我去温布尔登（ウィンブルドンへ連れて行って）

3rd Stage 「制服之芽」公演
1. 万花筒（万華鏡）

## 出演

### 综艺节目
- SAKAE TA☆RO（2008年8月20日、中京電視台）
- BOMBER-E（2008年8月27日、名古屋电视）
- 24時間テレビ 真夏の興奮チャリティーライブ（2008年9月1日、中京電視台）
- BOMBER-E秋まつりスペシャル（2008年10月14日、メ～テレ）
- 石田純一VS加藤晴彦 中京テレビ大感ちゃ祭（2008年10月19日、中京電視台）
- SAKAE TA☆RO（2008年12月16日、中京電視台）
- SAKAE緊急忘年会（2008年12月30日、中京電視台）
- 週刊AKB（2009年8月28日 - 、東京電視台）
- 地元応援バラエティ このへん!!トラベラー生放送2時間スペシャル（2009年12月30日、中京電視台）

### 演唱会
- 大概会出演唱会DVD、不过现场看机会有限！AKB48夏日祭！（2008年8月23日、日比谷野外大音楽堂）
- AKB48 难道说、这场演唱会的音源不会流出吗？（2008年11月23日、NHK音乐厅）
- 忘年感谢祭 来洗牌吧、AKB! SKE也请多关照吧（2009年12月20日、「JCB音乐厅」）
- 「神公演予定」～因诸多因素、也有可能无法成为神公演、望体谅（2009年4月25日、NHK音乐厅）
- AKB48 重温时间 最佳曲目100 2009（2009年1月18日～21日、NHK音乐厅）
- AKB48 重温时间 最佳曲目100 2010（2009年1月21日～24日、NHK音乐厅）
- 剧场外演唱会「初次的课外教学」（2009年5月24日、ボトムライン）
- 结成1周年纪念公演「夺取天下吧!」（2009年7月30日、CLUB DIAMOND HALL）
- AKB48全国巡演 (2009年)（2009年8月22日·23日、日本武道館）
- 名古屋一揆（ supported by LAWSON（2009年12月25日、Zepp Nagoya）

### 活动
- 24時間テレビチャリティーライブ（2008年8月30日、名古屋 荣）
- メ～テレ秋まつり2008（2008年9月27日·28日、名古屋市栄・久屋大通公園）
- チュウキョ·くんアイランド ガールズ ライヴステージ（2008年10月19日、名古屋・久屋大通公園）
- 大声钻石劇場盤劇場即売·握手会（2008年10月21日 - 26日、SUNSHINE STUDIO）
- 東海電視台大感謝祭（2008年11月1日、名古屋·久屋大通公園）
- ジャンプフェスタ2010（2009年12月19日、幕張展覽館・タカラトミーブース）

### 广播
- SKE48 観覧車へようこそ!!（2009年4月13日、5月25日、7月6日、CBCラジオ）
- 神田朱未のわたしのすきなこと。（2009年11月1日21時·21時30分 - FM AICHI）

### 游戏
- 闘真伝（アイダベル·フローラベル役）

### 廣播劇CD
- 英雄傳說VI「空之軌跡」クローゼ物語 ·翼、羽ばたくとき（波利）[5]

## 書籍

### 杂志
- ヤンヤン Vol.7（2009年7月25日發售、アニカン）

## 脚注
1. ↑  来自官网部落格。
2. ↑  SKE48官网. . 2010-02-20  [2010-02-22]. （原始内容存档于2010-03-02）.
3. ↑  .   [2011-08-25]. （原始内容存档于2013-11-10）.
4. ↑  .   [2010-02-09]. （原始内容存档于2011-09-01）.
5. ↑  新作电视剧マCD「空之軌跡」皆口裕子等15位参演者访谈 （页面存档备份，存于）（2009年10月16日、ジーパラドットコム）